# Nousseviller-Saint-Nabor
Nousseviller-Saint-Nabor là một xã trong tỉnh Moselle, vùng Grand Est đông bắc nước Pháp.